# Władimir Toporow (generał)
Władimir Michajłowicz Toporow, ros. Влади́мир Миха́йлович То́поров (ur. 7 lutego 1946 w Baranowiczach, obwód baranowicki) – radziecki i rosyjski dowódca wojskowy, generał armii Sił Zbrojnych Federacji Rosyjskiej (1996), dowódca Moskiewskiego Okręgu Wojskowego (1991–1992), wiceminister obrony Federacji Rosyjskiej (1992–2002).
Został oskarżonym w poważnym skandalu korupcyjnym w 1997: według wielu rosyjskich gazet, kosztem rosyjskiego Ministerstwa Obrony kupił trzy prestiżowe mieszkania w Moskwie przy autostradzie Rublewskoje, rejestrując je na siebie, swojego ojca i siostrę. Wyniki śledztwa nie zostały opublikowane.
W 2002 roku został zwolniony ze stanowiska i skierowany do dyspozycji Ministra Obrony Federacji Rosyjskiej. W 2006 roku został zwolniony ze służby wojskowej po przekroczeniu wieku uprawniającego do służby wojskowej.